# Marcos Pinto Ribeiro
Marcos Pinto Ribeiro es un deportista brasileño que compite en vela en la clase Soling. Ganó tres medallas en el Campeonato Mundial de Soling entre los años 2004 y 2018.

## Palmarés internacional
| Campeonato Mundial | Campeonato Mundial     | Campeonato Mundial | Campeonato Mundial |
| Año                | Lugar                  | Medalla            | Clase              |
| ------------------ | ---------------------- | ------------------ | ------------------ |
| 2004               | Porto Alegre (Brasil)  | Medalla de bronce  | Soling             |
| 2007               | San Isidro (Argentina) | Medalla de oro     | Soling             |
| 2018               | San Isidro (Argentina) | Medalla de bronce  | Soling             |